# Paractenia allutalis
Paractenia allutalis är en fjärilsart som beskrevs av Philipp Christoph Zeller 1852. Paractenia allutalis ingår i släktet Paractenia och familjen mott. Inga underarter finns listade i Catalogue of Life.